# فريدريك فيرتانن
فريدريك فيرتانن (بالسويدية: Fredrik Virtanen)‏ هو صحفي ومقدم تلفزيوني سويدي، ولد في 15 نوفمبر 1971 في Motala ‏ في السويد.

## وصلات خارجية
- فريدريك فيرتانن على موقع ميوزك برينز (الإنجليزية)